# St. Veronika (Birk)

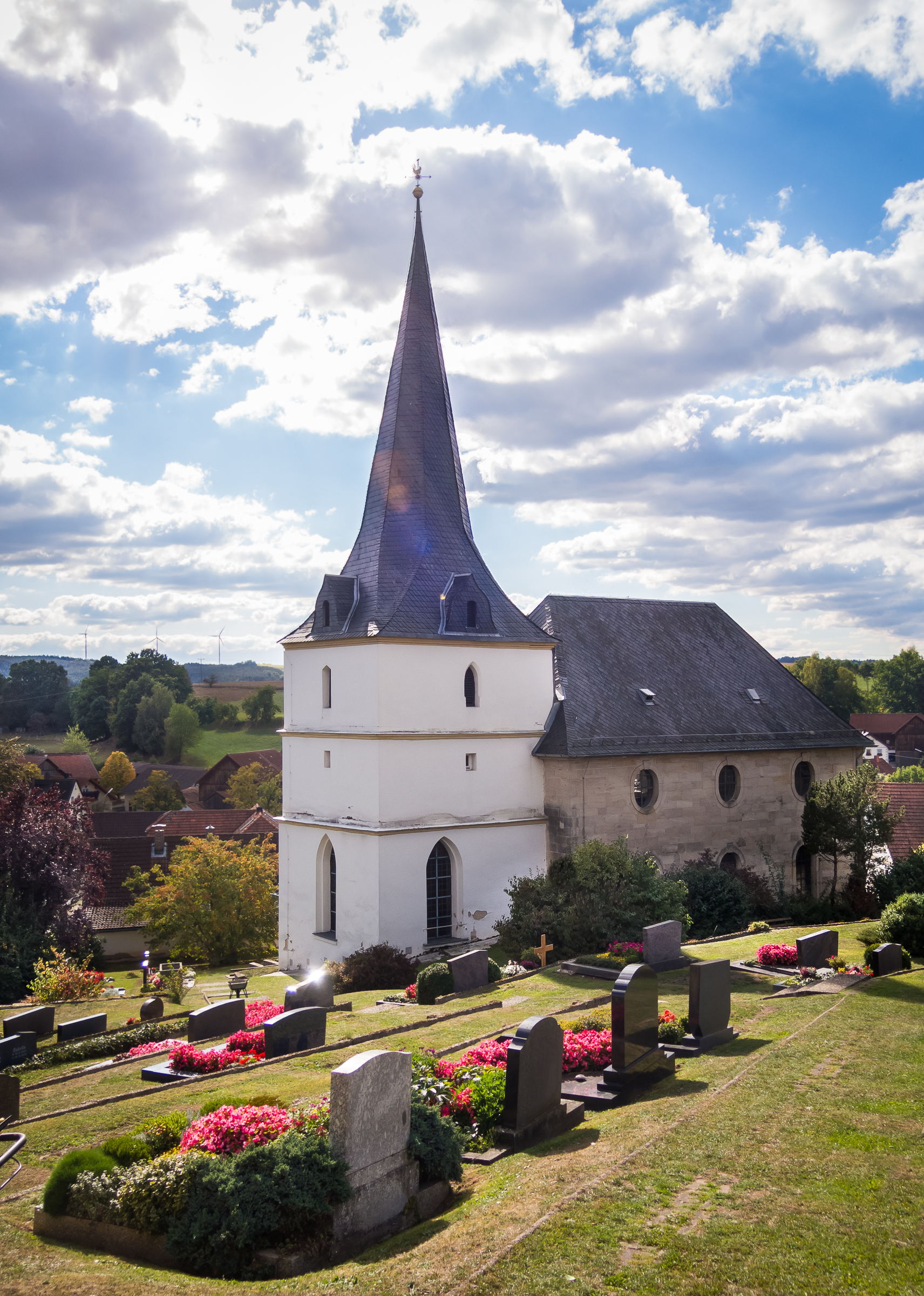
St. Veronika (Birk)

Die evangelische Pfarrkirche St. Veronika ist ein denkmalgeschütztes Kirchengebäude, das im Gemeindeteil Birk der Gemeinde Emtmannsberg im Landkreis Bayreuth (Oberfranken, Bayern) steht. Das Bauwerk ist unter der Denkmalnummer D-4-72-133-4 als Baudenkmal in die Bayerische Denkmalliste eingetragen. Die Kirchengemeinde gehört zum Evangelisch-Lutherischen Dekanat Pegnitz im Kirchenkreis Bayreuth der Evangelisch-Lutherischen Kirche in Bayern.

## Beschreibung
Der Chorturm der Saalkirche stammt aus dem 15. Jahrhundert. An ihn wurde 1783/84 nach einem Entwurf von Johann Gottlieb Riedel das Langhaus aus Quadermauerwerk angefügt, das mit einem Walmdach bedeckt ist. Zu dieser Zeit wurde der Chorturm mit einem schiefergedeckten, achtseitigen, spitzen Helm mit vier Dachgauben bedeckt. Der um 1700 gebaute Altar hat ein modernes Altarretabel.